# Мангистауская область
Мангиста́уская о́бласть (каз. Маңғыстау облысы / Mañğystau oblysy) — область на юго-западе Казахстана, ранее называлась Мангышлакской. Образована 20 марта 1973 года из южной части Гурьевской области. В 1988 году область упразднена, восстановлена в 1990 году под именем Мангистауской. Административный центр: город Актау.
Расположена к востоку от Каспийского моря на плато Мангышлак (Мангистау), граничит на северо-востоке с Атырауской и Актюбинской областями, на юге с Туркменистаном и на востоке с Республикой Каракалпакстан в составе Узбекистана. Представляет собой промышленный регион, где добывают 25 % нефти Казахстана (почти 20 млн тонн), и проходит нефтепровод Актау — Жетыбай — Узень. Помимо того, в Мангистауской области находятся «морские ворота» Казахстана — город Актау.
Индекс дорог: 012.

## География
С запада омывается Каспийским морем, побережье выдаётся на западе в виде полуострова Мангышлак с глубокими заливами Мёртвый Култук, Мангышлакский, Казахский, Кендерли. В Каспийском море Тюленьи острова. Северная часть с обширными солончаками расположена на Прикаспийской низменности, южную часть занимают горы Мангыстау (г. Отпан, 532 м), плато Устюрт, Мангышлак и Кендерли-Каясанское (на юге). Несколько впадин лежат ниже уровня моря, в том числе самая низкая точка Казахстана впадина Карагие на полуострове Мангышлак высотой −132 м.
Большая часть территории области занята полынно-солончаковой пустыней с участками кустарниковой растительности на бурых почвах: поверхность частично покрыта солончаками, такыровидными солонцами и песками с крайне редкой растительностью.
Климат резко континентальный, крайне засушливый. Средняя температура в январе −7 °C, в июле +27 °C (в отдельные дни максимальная температура превышает +40 °C). Осадков выпадает около 100...150 мм в год.

## Палеонтология
В южной части плато Мангышлак расположено местонахождение окаменелостей животных позднего мелового периода (предположительно сеноманский-туронский века), где найден грудной позвонок рептилии из семейства Dolichosauridae и зубы хрящевых рыб: гибодонтообразного птиходуса (Ptychodus) и ламнообразных Protolamna, Cretolamna, кретоксирины (Cretoxyrhina) и Hispidaspis. Перечисленные рыбы являлись в основном пелагическими формами, что подтверждает глубоководный характер представленной экосистемы.

## История
Археологами были найдены многочисленные памятники палеолита на побережье залива Сарыташ, на полуострове Тюбкараган и в долинах рек Шахбагата и Кумакапе. Индустрия стоянки Шакпак-ата (протолеваллуа-ашель) на территории Форт-Шевченковской городской администрации имеет сходство с орудиями олдувайской культуры, индустрия стоянки Шакпак-ата (леваллуа-ашель I) соответствует среднему ашелю.
Поселение неолитического времени имеется на острове Кулалы в Каспийском море.
К эпохе неолита/энеолита относится стоянка Коскудук І на берегу Каспийского моря (конец V — первая половина IV тыс. до н. э.), индустрия которой имеет как архаичные типы орудий оюклинской культуры, так и материалы шебирского типа хвалынской культуры. Человеческое захоронение эпохи энеолита на стоянке Коскудук І — самое древнее в Казахстане. В V тыс. до н. э. оюклинская культура сменилась тюлузской культурой.
В 1-м тысячелетии до н. э. по землям Мангистау проходил Великий шёлковый путь от Хорезма и Хивы в Европу и на Ближний Восток. На плато Устюрт вдоль этого пути стояли крепости, караван-сараи, поселения ремесленников, скотоводов и охотников. Археологические находки свидетельствуют, что в крепостях и в этих поселениях был достаточно высокий уровень жизни. Великое переселение народов и связанные с ним бесчисленные войны прервали Великий шёлковый путь через Устюрт, а монгольское нашествие окончательно похоронило и стерло его атрибуты с лица земли.
Религиозно-могильный комплекс Алтынказган датируется VI—I веках до н. э. Торгово-ремесленное поселение в урочище Каракабак было построено хорезмийцами в I веке до нашей эры.
Мангыстау на многие века отодвинулся на самый край евразийской ойкумены. Впервые полуостров Мангышлак упоминается в IX веке под названием Сиях-Кух («Чёрная гора») арабским географом Аль-Истахри, который писал: «Я не знаю в том краю другого места, в котором живёт кто-нибудь, кроме разве Сиях-Куха, где живёт племя из тюрков; они недавно поселились там из-за вражды, которая возникла между гузами и ними». Ещё одно упоминание о существовании поселения на полуострове Мангышлак связано с именем сельджукского султана Алп-Арслана, в 1065 году вынудившего кыпчаков крепости Мангышлак подчиниться его власти.
Крепость Мангышлак (казах. Мангистау), существовавшая в X—XIII вв. как крупный торговый пост, дала название всему полуострову; точное её расположение неизвестно, предположительно она находилась на месте городища Кызыл-Кала (сейчас[когда?] там проводятся археологические исследования). Поселение Козгантас датируется X—XIII веками. Ордынское портовое поселение Кетиккала (Кетик-Кала) существовало на полуострове Мангышлак в XIV веке.
В 1882 году в составе Российской империи был образован Мангышлакский уезд из Мангышлакского приставства, существовавшего с 1868 года.
В июне 1920 года Мангышлакский уезд вместе с 4-й и 5-й Адаевскими волостями Красноводского уезда образовали Адаевский уезд, который уже в октябре того же года был передан в состав Киргизской (Казакской) АССР.

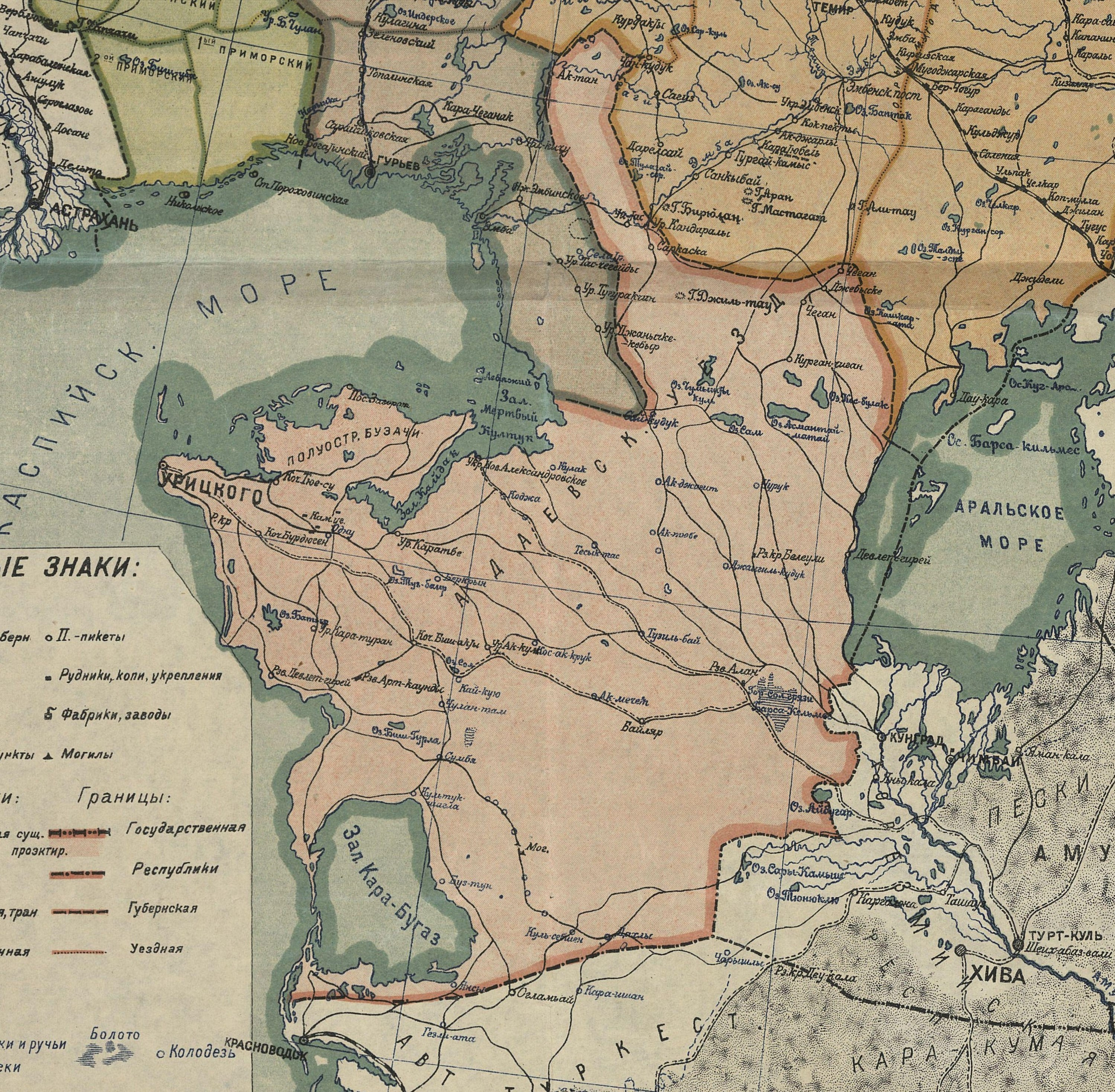
карта Адаевского уезда 1 января 1923 года (до передачи земель к Туркменской ССР и Кара-Калпакской авт. обл.)

Экономическое развитие региона было обусловлено открытием геологами в начале 1950-х годов в недрах Мангистауской области богатейших залежей урана и редкоземельных элементов, нефти и газа. Средняя зарплата была самой высокой среди областей Казахстана в период с 1996 по 1997 год. В отдельные годы в период с 1998 по 2002 год безработица в области превышала 10% (первое место среди областей Казахстана). К началу XXI века область имела наибольшую долю налогов, сборов и платежей среди областей. Сейчас область — одна из наиболее процветающих в Казахстане, в последние годы усиливается иммиграционный прирост населения.

### Памятники архитектуры
- Мавзолей Айтмана
- Бекет-Ата

## Административное деление

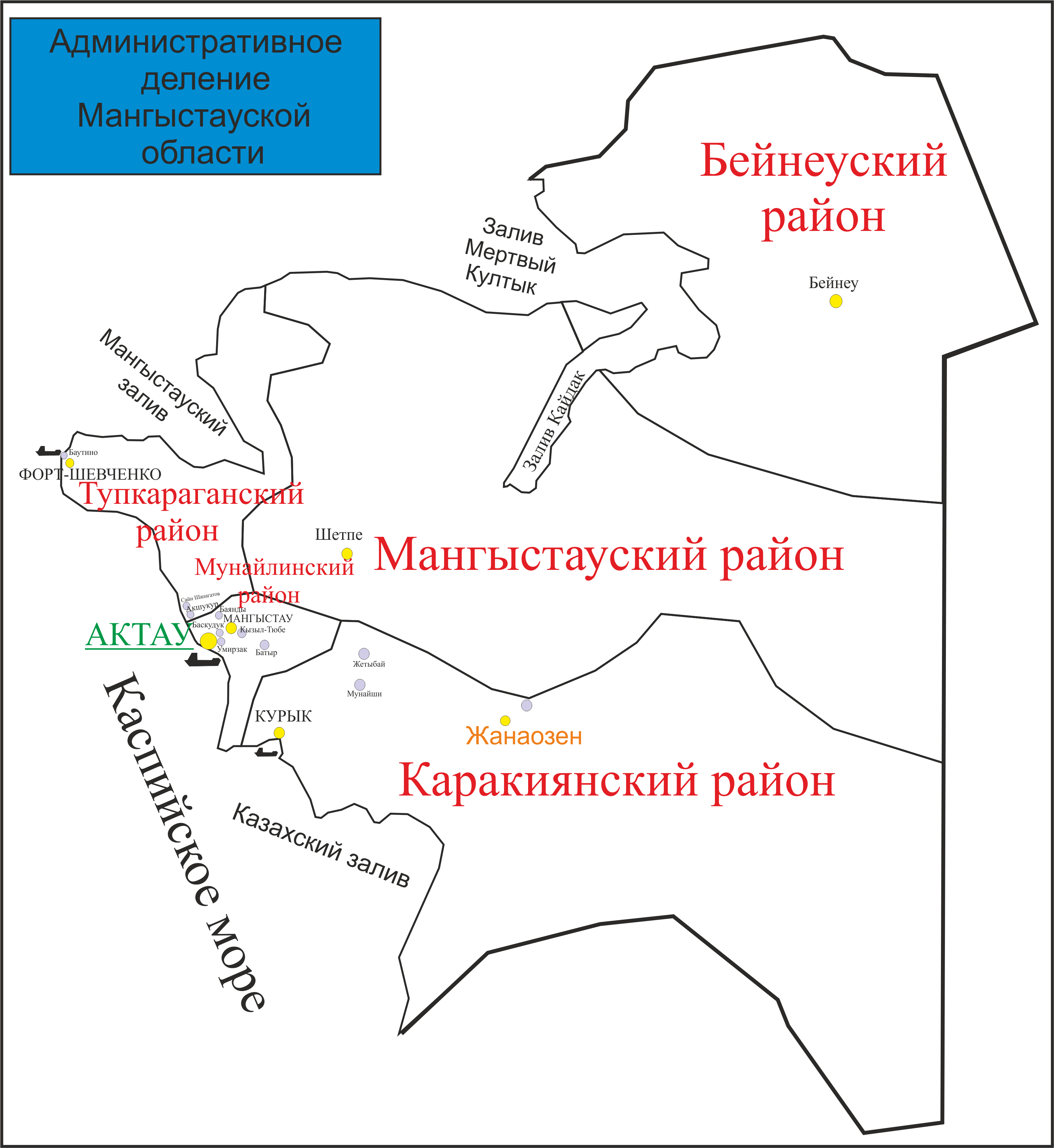
Административное деление

Область делится на 5 районов и 2 города областного подчинения:
1. Бейнеуский район — Бейнеу
2. Каракиянский район — Курык
3. Мангистауский район — Шетпе
4. Мунайлинский район — Мангистау
5. Тупкараганский район — Форт-Шевченко
6. город Актау
7. город Жанаозен

Первоначально, в 1973 году, область делилась на 3 района: Бейнеуский, Ералиевский и Мангышлакский. В 1980 году образован Мунайлинский район, однако в 1988 он был упразднён. В 1992 году образован Тупкараганский район, а через год Ералиевский район был переименован в Каракиянский. В 2007 году восстановлен Мунайлинский район.

## Население
| Численность населения Мангистауской области | Численность населения Мангистауской области | Численность населения Мангистауской области | Численность населения Мангистауской области | Численность населения Мангистауской области | Численность населения Мангистауской области | Численность населения Мангистауской области | Численность населения Мангистауской области | Численность населения Мангистауской области |
| 1970                                        | 1979                                        | 1989                                        | 1999                                        | 2003                                        | 2004                                        | 2005                                        | 2006                                        | 2007                                        |
| ------------------------------------------- | ------------------------------------------- | ------------------------------------------- | ------------------------------------------- | ------------------------------------------- | ------------------------------------------- | ------------------------------------------- | ------------------------------------------- | ------------------------------------------- |
| 156 411                                     | ↗252 431                                    | ↗322 728                                    | ↘314 669                                    | ↗338 612                                    | ↗349 668                                    | ↗361 754                                    | ↗374 430                                    | ↗390 531                                    |
| 2008                                        | 2009                                        | 2010                                        | 2011                                        | 2012                                        | 2013                                        | 2014                                        | 2015                                        | 2016                                        |
| ↗407 403                                    | ↗482 631                                    | ↗503 265                                    | ↗524 175                                    | ↗545 724                                    | ↗567 754                                    | ↗587 419                                    | ↗606 892                                    | ↗626 793                                    |
| 2017                                        | 2018                                        | 2019                                        | 2020                                        | 2021                                        | 2022                                        | 2023                                        |                                             |                                             |
| ↗642 824                                    | ↗660 317                                    | ↗678 199                                    | ↗715 796                                    | ↗719 559                                    | ↗762 021                                    | ↗800 100                                    |                                             |                                             |

### Национальный состав

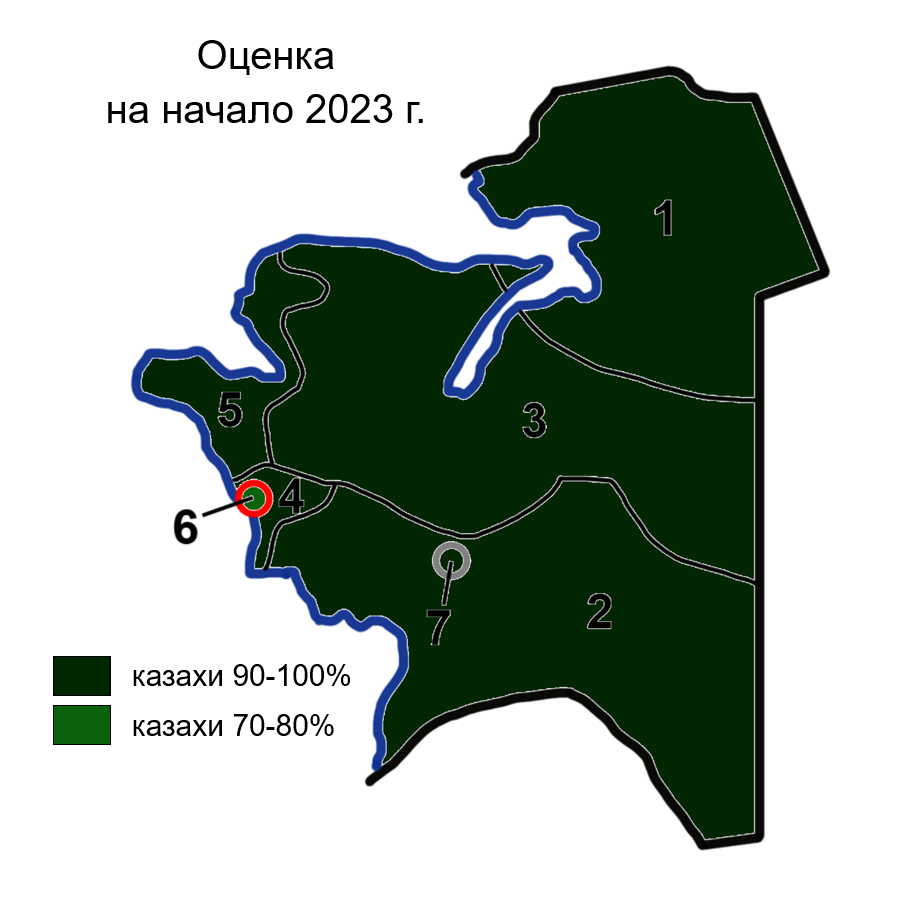
Крупнейший этнос по районам области по оценке на начало 2023 года

#### По области
|               | 1989, чел. | %       | 1999 , чел. | %       | 2009 , чел. | %       | 2019, чел. | %       |
| ------------- | ---------- | ------- | ----------- | ------- | ----------- | ------- | ---------- | ------- |
| всего         | 332424     | 100,00% | 314669      | 100,00% | 485392      | 100,00% | 678199     | 100,00% |
| Казахи        | 165043     | 49,65%  | 247644      | 78,70%  | 428386      | 88,26%  | 617097     | 90,99%  |
| Русские       | 106801     | 32,13%  | 46630       | 14,82%  | 39851       | 8,21%   | 36771      | 5,42%   |
| Азербайджанцы | 4568       | 1,37%   | 3407        | 1,08%   | 3776        | 0,78%   | 6137       | 0,90%   |
| Каракалпаки   | 89         | 0,03%   | 144         | 0,05%   | 286         | 0,06%   | 2802       | 0,41%   |
| Узбеки        | 937        | 0,28%   | 394         | 0,13%   | 1349        | 0,28%   | 2412       | 0,36%   |
| Лезгины       | 10366      | 3,12%   | 2379        | 0,76%   | 1775        | 0,37%   | 2054       | 0,30%   |
| Украинцы      | 10159      | 3,06%   | 4124        | 1,31%   | 2212        | 0,46%   | 1810       | 0,27%   |
| Татары        | 5163       | 1,55%   | 2490        | 0,79%   | 1661        | 0,34%   | 1653       | 0,24%   |
| Армяне        | 1873       | 0,56%   | 1308        | 0,42%   | 987         | 0,20%   | 1070       | 0,16%   |
| Корейцы       | 816        | 0,25%   | 716         | 0,23%   | 733         | 0,15%   | 836        | 0,12%   |
| Чеченцы       | 4056       | 1,22%   | 655         | 0,21%   | 595         | 0,12%   | 699        | 0,10%   |
| Киргизы       | 325        | 0,10%   | 323         | 0,10%   | 368         | 0,08%   | 711        | 0,10%   |
| Грузины       | 690        | 0,21%   | 215         | 0,07%   | 317         | 0,07%   | 393        | 0,06%   |
| Немцы         | 1136       | 0,34%   | 554         | 0,18%   | 282         | 0,06%   | 270        | 0,04%   |
| Удины         | 284        | 0,09%   | 241         | 0,08%   | 206         | 0,04%   | 240        | 0,04%   |
| Белорусы      | 1697       | 0,51%   | 612         | 0,19%   | 260         | 0,05%   | 192        | 0,03%   |
| Осетины       | 1111       | 0,33%   | 338         | 0,11%   | 195         | 0,04%   | 202        | 0,03%   |
| другие        | 17310      | 5,21%   | 2495        | 0,79%   | 2153        | 0,44%   | 2850       | 0,42%   |

#### По районам
|   |                      | Всего  | Ка- за- хи | %      | Рус- ские | %      | Азер- байд- жан- цы | %     | Кара- калпа- ки | %     | Уз- бе- ки | %     | Лез- ги- ны | %     | Ук- раин- цы | %     | Та- та- ры | %     | Ар- мя- не | %     |
| - | -------------------- | ------ | ---------- | ------ | --------- | ------ | ------------------- | ----- | --------------- | ----- | ---------- | ----- | ----------- | ----- | ------------ | ----- | ---------- | ----- | ---------- | ----- |
|   | ОБЛАСТЬ              | 485392 | 428386     | 88,26% | 39851     | 8,21%  | 3776                | 0,78% | 286             | 0,06% | 1349       | 0,28% | 1775        | 0,37% | 2212         | 0,46% | 1661       | 0,34% | 987        | 0,20% |
| 1 | Бейнеуский район     | 46937  | 46698      | 99,49% | 81        | 0,17%  | 0                   | 0,00% | 18              | 0,04% | 84         | 0,18% | 0           | 0,00% | 5            | 0,01% | 19         | 0,04% | 0          | 0,00% |
| 2 | Каракиянский район   | 29579  | 29246      | 98,87% | 154       | 0,52%  | 17                  | 0,06% | 6               | 0,02% | 81         | 0,27% | 11          | 0,04% | 4            | 0,01% | 22         | 0,07% | 1          | 0,00% |
| 3 | Мангистауский район  | 31215  | 30933      | 99,10% | 116       | 0,37%  | 10                  | 0,03% | 10              | 0,03% | 85         | 0,27% | 5           | 0,02% | 6            | 0,02% | 5          | 0,02% | 4          | 0,01% |
| 4 | Мунайлинский район   | 74294  | 72499      | 97,58% | 876       | 1,18%  | 273                 | 0,37% | 71              | 0,10% | 263        | 0,35% | 16          | 0,02% | 19           | 0,03% | 39         | 0,05% | 11         | 0,01% |
| 5 | Тупкараганский район | 20544  | 20218      | 98,41% | 220       | 1,07%  | 0                   | 0,00% | 7               | 0,03% | 8          | 0,04% | 4           | 0,02% | 6            | 0,03% | 26         | 0,13% | 1          | 0,00% |
| 6 | город Актау          | 169809 | 117731     | 69,33% | 37164     | 21,89% | 3426                | 2,02% | 151             | 0,09% | 662        | 0,39% | 1637        | 0,96% | 2141         | 1,26% | 1470       | 0,87% | 965        | 0,57% |
| 7 | город Жанаозен       | 113014 | 111061     | 98,27% | 1240      | 1,10%  | 50                  | 0,04% | 23              | 0,02% | 166        | 0,15% | 102         | 0,09% | 31           | 0,03% | 80         | 0,07% | 5          | 0,00% |

|   |                      | Всего  | Ка- за- хи | %      | Рус- ские | %      | Азер- байд- жан- цы | %     | Кара- калпа- ки | %     | Уз- бе- ки | %     | Лез- ги- ны | %     | Ук- раин- цы | %     | Та- та- ры | %     | Ар- мя- не | %     |
| - | -------------------- | ------ | ---------- | ------ | --------- | ------ | ------------------- | ----- | --------------- | ----- | ---------- | ----- | ----------- | ----- | ------------ | ----- | ---------- | ----- | ---------- | ----- |
|   | ОБЛАСТЬ              | 678199 | 617097     | 90,99% | 36771     | 5,42%  | 6137                | 0,90% | 2802            | 0,41% | 2412       | 0,36% | 2054        | 0,30% | 1810         | 0,27% | 1653       | 0,24% | 1081       | 0,16% |
| 1 | Бейнеуский район     | 69639  | 68866      | 98,89% | 38        | 0,05%  | 0                   | 0,00% | 405             | 0,58% | 175        | 0,25% | 0           | 0,00% | 8            | 0,01% | 23         | 0,03% | 0          | 0,00% |
| 2 | Каракиянский район   | 37621  | 37224      | 98,94% | 139       | 0,37%  | 8                   | 0,02% | 37              | 0,10% | 120        | 0,32% | 11          | 0,03% | 7            | 0,02% | 18         | 0,05% | 1          | 0,00% |
| 3 | Мангистауский район  | 39153  | 38872      | 99,28% | 99        | 0,25%  | 12                  | 0,03% | 16              | 0,04% | 84         | 0,21% | 5           | 0,01% | 7            | 0,02% | 6          | 0,02% | 4          | 0,01% |
| 4 | Мунайлинский район   | 161270 | 156747     | 97,20% | 1076      | 0,67%  | 418                 | 0,26% | 1369            | 0,85% | 689        | 0,43% | 32          | 0,02% | 57           | 0,04% | 110        | 0,07% | 19         | 0,01% |
| 5 | Тупкараганский район | 31728  | 31383      | 98,91% | 188       | 0,59%  | 0                   | 0,00% | 37              | 0,12% | 16         | 0,05% | 4           | 0,01% | 0            | 0,00% | 26         | 0,08% | 1          | 0,00% |
| 6 | город Актау          | 187690 | 134913     | 71,88% | 34223     | 18,23% | 5672                | 3,02% | 667             | 0,36% | 1105       | 0,59% | 1912        | 1,02% | 1721         | 0,92% | 1405       | 0,75% | 1055       | 0,56% |
| 7 | город Жанаозен       | 151098 | 149092     | 98,67% | 1008      | 0,67%  | 27                  | 0,02% | 271             | 0,18% | 223        | 0,15% | 90          | 0,06% | 10           | 0,01% | 65         | 0,04% | 1          | 0,00% |

## Экономика
Мангистауская область — уникальный производственный комплекс, единственный в Казахстане, автономно обеспечиваемый всеми видами энергии и воды, производимых на Мангышлакском атомном энергетическом комбинате (подразделение «Казатомпром»). В области зарегистрировано 559 промышленных предприятий, из них крупных и средних — 70.
Сырьевая направленность экономики региона предопределила приоритетность горнодобывающей промышленности, от состояния развития которой находятся в прямой зависимости все остальные сектора экономики. Область по общему объёму производимой промышленной продукции занимает третье место в республике.
В основе экономики региона — нефтегазовый сектор, объём продукции которой занимает более 90 процентов общего объёма производимой в регионе промышленной продукции (по итогам 2008, годовой объём добычи составляет 17 млн тонн нефти). Добычу газа в регионе осуществляют компании «РД КазМунайГаз», «Казполмунай», «Толкыннефтегаз». Добываемая нефть по трубопроводам поставляется как на внутренний рынок (Атырауский нефтеперерабатывающий завод), так и на экспорт (через трубопровод Актау — Самара и морем через порт Актау).
В Мангистауской области добывается порядка 30 % нефти Казахстана. На территории области разведано 59 месторождений. В экономике Мангистауской области доминирующей является горнодобывающая промышленность, на долю которой приходится порядка половины валового регионального продукта и более 86 % от общего объема промышленности региона. Предприятия других отраслей экономики в большинстве своем ориентированы на данный сектор, удовлетворяя его потребности в товарах, услугах, работах, научных и проектных исследованиях, образовательных услугах.
Обрабатывающая промышленность представлена производством пищевых продуктов, текстильной и швейной промышленностью, производством резиновых и пластмассовых изделий, машиностроением, химической промышленностью, производством прочих неметаллических минеральных продуктов и другими отраслями промышленности. На 1 июля 2005 годовой объём промышленной продукции составлял приблизительно 600 млрд тенге.
Основные предприятия области: ОАО «Мангистаумунайгаз» (ведущая нефтедобывающая компания в Республике Казахстан, 34 % добычи нефти в регионе, 7 % — по республике), АО «Разведка Добыча „КазМунайГаз“» (г. Новый Узень, разработка месторождений Узень и Карамандыбас), ОАО «Каражанбасмунай» (эксплуатирует нефтяные месторождения на полуострове Бузачи), Мангышлакский атомный энергетический комбинат (подразделение «Казатомпром», обеспечивает автономное энерго- и водоснабжение региона, в его состав входит уникальный комплекс по опреснению воды).
В Мангистауской области имеется международный аэропорт Актау, а также несколько аэропортов местных воздушных линий (ныне используемых эпизодически) — Бузачи, Бейнеу, Жанаозен, Форт-Шевченко, Ералиев.
Сегодня в Мангистауской области уже работают мировые технологические лидеры и ТНК, входящие в список Forbes Global-2000. Например, CITIC Group, CNPC, HeidelbergCement, Tenaris, Shlumberger, Halliburton OMV Petrom, Arcelor Mittal, Maersk Oil, Saipem и др.
По состоянию на 2020 г., уровень газификации Мангистауской области составляет 99,0 %.

### Транспорт
Через территорию области проходят два международных транспортных коридора ТРАСЕКА и «Север-Юг», соединяющие Восточную Европу с Центральной Азией и Северную Европу со странами Персидского залива.
По авиаперелетам выполняют полеты по 8 внутренним и 16 международным направлениям. Из Актау через Москву, Стамбул, Баку и Киев можно попасть в любую точку мира.

### Туризм
Достопримечательности Мангистауской области:
- Бозжыра – скальные глыбы, так же известные как Клыки.
- Шеркала – каменная крепость необычной формы.
- Торыш – долина шаровых конкреций.
- Капамсай – меловой каньон.
- Подземные мечети Бекет-ата, Шакпак-ата, Султан-епе, место паломничества верующих со всего Казахстана.
- Кызылкала – средневековый город, особенностью которого является множество наскальных рисунков древности.

О туристских возможностях области более подробно можно узнать на национальном туристском портале Kazakhstan.travel

## Полезные ископаемые
На территории области располагаются богатые залежи полезных ископаемых. Запасы минерального сырья по их многообразию, мощности залежей, удобства их разработки уникальны и практически не имеют аналогов в мировой геологии.
Основными видами полезных ископаемых являются нефть и сжиженный нефтяной газ. Большинство месторождений сосредоточено в районе г. Новый Узень и на полуострове Бузачи. На территории Мангистауской области разведано 59 месторождений нефти и газа, в том числе: Аксаз, Актоты, Арыстановское.
Разведанные запасы нефти по области составляют свыше 3 млрд тонн. Кроме того, прогнозируется обнаружение крупных запасов нефти на шельфе Каспийского моря у побережья области.
В начале 1950-х годов в недрах Мангистау были обнаружены богатейшие залежи урана и редкоземельных элементов.
Практически на поверхности почти по всей территории распространён известняк-ракушечник.
На территории области известны пять проявлений бурого угля. Характерной особенностью углей является повышенная концентрация германия до 20 грамм на тонну, а также других редких рассеянных элементов, что позволяет отнести эти угли к перспективным в отношении поисков промышленных залежей этих элементов.
Полуостров Мангышлак является одним из основных регионов мира, где установлено широкое распространение стронция (содержание стронция в обнаруженных рудах в среднем составляет около 20 %). Наиболее крупными являются месторождения Аурташское, Унгозинское, Учкуюкское месторождения.
В горной части Мангистау разведаны проявления фосфоритов и железных руд. На территории области известно также одно месторождение марганца, разведанные запасы составляют около 2,7 млн тонн, среднее содержание марганца — 12 %. Известны также месторождения меди, поваренной соли, минеральных солей (мирабилит, тенардит), мела (7 месторождений).
Широкое распространение не только в области, но и за её пределами получил известняк-ракушечник, использующийся в качестве стенового и облицовочного материала (разведано порядка 30 месторождений с общими балансовыми запасами более 200 млн м3). На территории области известны 7 месторождений мела с общими утверждёнными запасами свыше 10 млн тонн. Мел широко используется в строительстве, сельском хозяйстве, для подкормки животных и птиц, приготовлении краски, шпатлёвки, буровых растворов и др. целей. Качество мела характеризуется содержанием углекислого кальция от 95,1 до 98,7 %.

## Культура

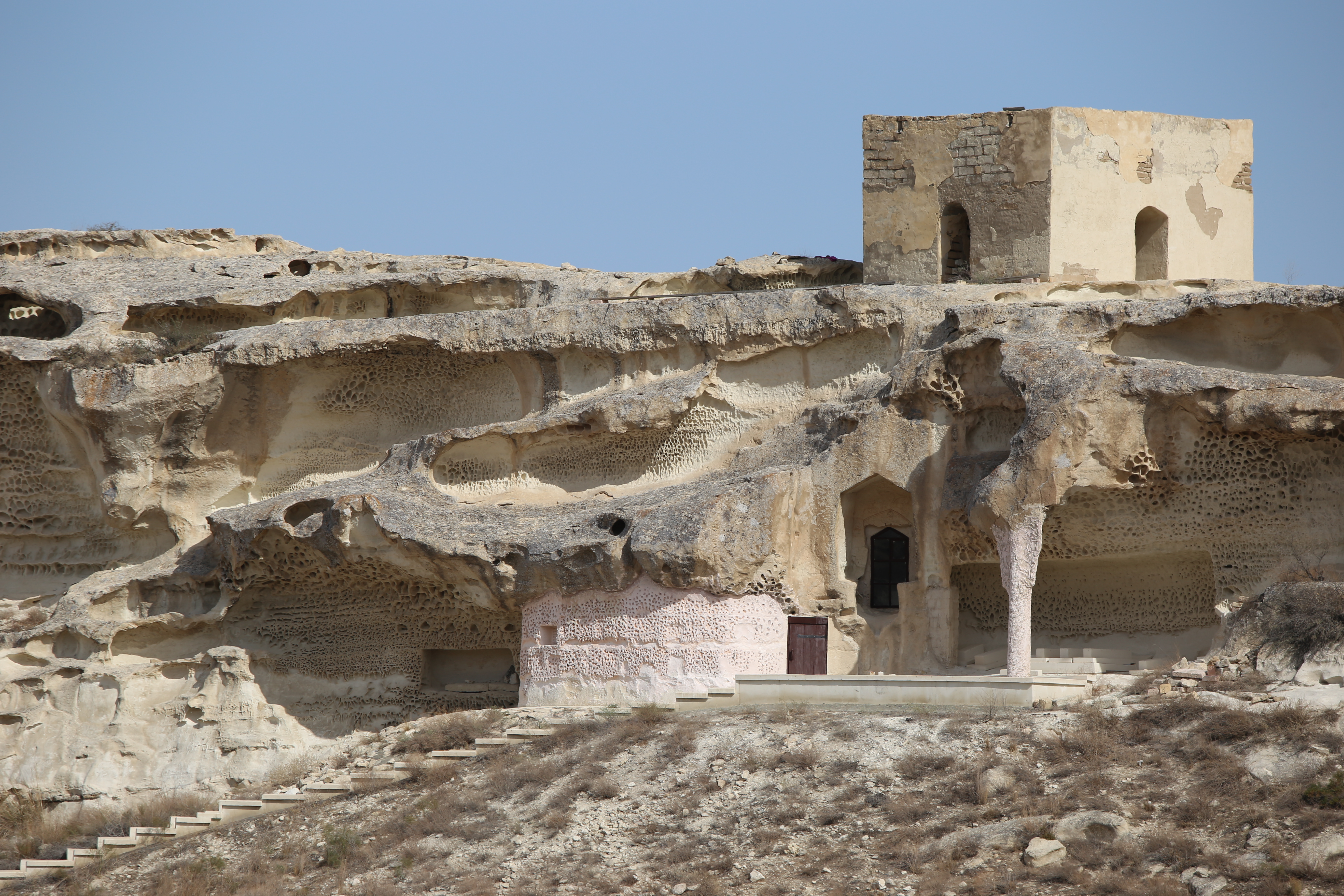
Подземная мечеть Шакпак-ата

В Мангистауской области находятся уникальные археологические и исторические памятники, в том числе наскальные рисунки-поэмы, подземные мечети Бекет-Ата, Шакпак-Ата, Шопан-Ата, Масат-Ата.
В 1850—1857 годы в городе Форт-Шевченко отбывал ссылку украинский поэт Тарас Шевченко.
В мангистауских степях творил и проповедовал известный казахский акын и религиозный учитель второй половины XIX-го века Аралбай Онгарбекулы.

## Акимы области
Мангышлакский областной комитет КП Казахстана
Аким (каз. әкім) — глава местного исполнительного органа власти в Казахстане, утверждённой Конституции Казахстана статьи 87 пунктом 3. Полный список акимов области:
1. Новиков, Фёдор Афанасьевич (1992—1993)
2. Киинов, Ляззат Кетебаевич (1993—1995)
3. Левитин, Вячеслав Леонидович (сентябрь 1995 — октябрь 1997)
4. Баев, Николай Иванович (октябрь 1997—1999)
5. Киинов, Ляззат Кетебаевич (1999—2002)
6. Палымбетов, Болат Абылкасымович (февраль 2002 — январь 2006)
7. Кушербаев, Крымбек Елеуович (24 января 2006 — 22 декабря 2011)
8. Мухамеджанов, Бауржан Алимович (22 декабря 2011 — 18 января 2013)
9. Айдарбаев, Алик Серикович (18 января 2013 — 14 марта 2017)
10. Тугжанов, Ералы Лукпанович (с 14 марта 2017 — 13 июня 2019)
11. Трумов, Серикбай Утелгенович (с 13 июня 2019[23] по 7 сентября 2021)
12. Ногаев, Нурлан Аскарович (7 сентября 2021 — 16 мая 2024)[24].
13. Килыбай, Нурдаулет Игиликулы (с 17 мая 2024)

## Палеогенетика
У образца AIG001.A0101 (савромато-сарматский период, Aigyrly, V—IV вв. до н. э.) с памятника археологии раннего железного века Айгырлы 2, который находится в 17 км на юго-запад-запад от села Таучик, определили митохондриальную гаплогруппу U4a1 и Y-хромосомную гаплогруппу P1 (P-P243, P-M45), у образца AIG002.A0101 (савромато-сарматский период, Aigyrly, V—IV вв. до н. э.) определили митохондриальную гаплогруппу D4j3a и Y-хромосомную гаплогруппу R1 (R-P238, R-M173), у образца AIG003.A0101 (савромато-сарматский период, Aigyrly, 384-207 лет до н. э.) определили митохондриальную гаплогруппу U2e1b, у образца AIG006.A0101 (савромато-сарматский период, Aigyrly, V—IV вв. до н. э.) определили митохондриальную гаплогруппу U5a1g1 и Y-хромосомную гаплогруппу R1a (R-L63, R-M420).
У образца AIG005.A0101 (Aigyrly, 63—210 гг.) определили митохондриальную гаплогруппу K2a5b и Y-хромосомную гаплогруппу R1 (R-P234, R-M173).